# Museo delle arti di Catanzaro
Il Museo delle arti di Catanzaro (MARCA) è un'istituzione culturale di Catanzaro. Fondato nel 2008, ospita una collezione permanente, che comprende opere di artisti prevalentemente del Sud Italia dal Cinquecento al Novecento, e mostre temporanee di arte contemporanea che vengono allestite periodicamente.

## Sede
Il museo si trova in via Alessandro Turco. La progettazione del bar del museo è stata affidata a Flavio Favelli. La libreria è stata disegnata da Alessandro Mendini.

## Collezione
La collezione permanente del museo comprende sculture e dipinti di diversi periodi storici, con opere del tardo XX secolo affiancate a quelle dei secoli precedenti, a partire dal Cinquecento. Nel museo sono conservate, fra le altre, opere di Antonio di Saliba, Battistello Caracciolo, Andrea Sacchi, Salvator Rosa, Andrea Cefaly, Mattia Preti, Alessandro Mendini, Enzo Cucchi, Antoni Tàpies, Angelo Savelli e Francesco Jerace.
Il museo, che dispone di una pinacoteca e di una gipsoteca, ospita opere barocche, neogotiche, veriste, naturaliste e simboliste.

## Iniziative
Ogni anno il MARCA prende parte all'organizzazione del progetto Intersezioni, che si tiene nel Parco archeologico di Scolacium. Il museo, inoltre, patrocina il Parco Internazionale della Scultura, ospitato dal Parco della Biodiversità mediterranea, una collezione di 23 sculture, fra le quali Uomo e Ballerina (2005) di Stephan Balkenhol, Cast Glances (2002) di Tony Cragg, Concrete Mixer (2007) di Wim Delvoye, L'uomo che misura le nuvole (1998) di Jan Fabre, Seven Times (2006) di Antony Gormley, Testimoni (1998) di Mimmo Paladino, Totem (2007) di Marc Quinn, Electric Kisses (2009) di Dennis Oppenheim, I Templi cambiano-Terza Paradiso e Le sponde del Mediterraneo-Love Difference (entrambe del 2010) di Michelangelo Pistoletto, Catanzaro '11 (2011) di Mauro Staccioli e Cabane eclatee aux 4 couleurs (2012-2014) di Daniel Buren.